# Rapid Transit Series
La Rapid Transit Series en français : « Série pour le transport rapide » ou, dans sa forme abrégée, RTS est un modèle d'autobus urbain conçu par GMC, la filière lourde de General Motors, en 1977, à Pontiac, dans le Michigan. Initialement produite en 1977, la RTS marque l’entrée de GM dans le projet de Advanced Design Bus, issu du projet Transbus du Département des Transports des États-Unis. Michael Lathers, directeur du centre de design GM, conçoit un bus au style futuriste caractérisé par des carrosseries et des panneaux de fenêtres incurvés, inspiré du design automobile. La conception est de facture plus contemporaine que celle de son prédécesseur, le New Look, et de l'un de ses successeurs, le Classic.